# Jupiter Calling
Jupiter Calling è il settimo album in studio del gruppo musicale irlandese The Corrs, pubblicato nel 2017.

## Tracce
1. Son of Solomon – 4:21
2. Chasing Shadows – 3:36
3. Bulletproof Love – 3:17
4. Road to Eden – 4:41
5. Butter Flutter – 3:44
6. SOS – 3:36
7. Dear Life – 4:18
8. No Go Baby – 2:46
9. Hit My Ground Running – 4:39
10. Live Before I Die – 4:10
11. Season of Our Love – 3:43
12. A Love Divine – 4:35
13. The Sun and the Moon – 7:51

## Formazione
- Andrea Corr
- Caroline Corr
- Sharon Corr
- Jim Corr